# 439 (číslo)
Čtyři sta třicet devět je přirozené číslo. Následuje po číslu čtyři sta třicet osm a předchází číslu čtyři sta čtyřicet. Římskými číslicemi se zapisuje CDXXXIX a řeckými číslicemi υλθ.

## Matematika
439 je:
- Deficientní číslo
- Prvočíslo
- Nešťastné číslo

## Astronomie
- (439) Ohio je planetka hlavního pásu, kterou objevil v roce 1898 Edwin Foster Coddington

## Roky
- 439
- 439 př. n. l.